# Rio Narla
Narla ou Narle é um rio da província de Lugo, Galiza, Espanha. É um dos afluentes do rio Minho.